# Пустельна діагональ

Французькі департаменти по щільності населення: на карті виразно проступає синя «пустельна діагональ»

Пустельна діагональ, продовжена на територію Іспанії і Португалії, стає континентальною діагоналлю (штрихування)

Карта показує щільність населення по департаментам. Суцільна лінія — лінія Гавр-Марсель, на схід від якої проживає 60 % французького населення

Пустельна діагональ (фр. diagonale du vide) — широка смуга землі на території Франції, де густота населення суттєво нижча, ніж в решті країни. Діагональ простягається від департаменту Мез на північному сході до департаменту Ланди на південному заході.

## Предмет терміна
Території, що належать до «пустельної діагоналі», вирізняються густотою населення менше ніж 45 осіб/км2 (при середньофранцузькому показнику 104,2 особи/км2). У більшості департаментів «діагоналі» густота складає 20-25 осіб/км2, а в департаменті Лозер, найбільш малонаселеному адміністративному окрузі Франції, лише 14 осіб/км2. Діагональ візуально більш помітна на карті дрібніших французьких адміністративних одиниць — департаментів, ніж більших — регіонів.
Поява «пустельної діагоналі» обумовлена масовою урбанізацією, яка тривала упродовж XIX — початку XX століття. Вона супроводжувалася переїздом населення зі сільськогосподарських районів у міста. Роком, в якому сільське населення Франції досягало найбільшої величини, став 1846 — з того часу воно стабільно скорочується. Масовий переїзд населення до міст тривав аж до середини XX століття. Так, якщо згідно з переписом населення 1906 року 43,8 % респондентів відповіли, що живуть завдяки сільському господарству, то в 1951 році таких залишалося лише 31 %, а у 2012 — взагалі 1,4 %.
Особливо помітно даний процес проходив в гористих регіонах півдня Франції, де переважає важкий для обробітку кам'янистий ґрунт. Так, якщо населення департаменту Ардеш в 1861 році становило 388 500 осіб, то до 1962 року воно скоротилося більш ніж на третину, до 245 600 осіб — як унаслідок міграції, так і через нижчу ніж в інших департаментах, народжуваність.
«Пустельна діагональ» є частиною діагоналі більшої протяжності, але з тими ж характеристиками — так званої «континентальної діагоналі», яка є її продовженням на території Іспанії та Португалії.

## Виникнення, використання і розвиток терміну
Французькі дослідники Етьєн Грезійон, Фредерік Александр і Бертранд Сажалолі у своїй праці «La France des marges» зазначають, що дане явище було вперше відзначено географом Шарлем Дюпеном в його трактаті про виробничі й торгові сили Франції, опублікованому у 1837 році. У 1947 географ Жан-Франсуа Грав'є описував його як «французьку пустелю». Згодом термін був дещо пом'якшений і перетворився в «пустельну діагональ». У 1981 році географом Роже Бетейем був також введений термін «пустельна Франція».
Сьогодні багато науковців уникають терміну «пустельна діагональ», вважаючи його одночасно пейоративом і перебільшенням, а замість нього використовують описові конструкції на кшталт «діагональ з малою густотою населення».
Деякі дослідники останнього часу, зокрема Ерве Ле Бра й Еммануель Тодд, і зовсім вважають, що термін пустельна діагональ вже не слід застосовувати до реалій 2000-х років, оскільки в деяких департаментах умовної смуги (таких, як Ендр і Жер) відзначається бурхливий ріст населення. Згідно з даними, зібраними вищезгаданими дослідниками, негативна демографічна динаміка відзначається лише на ділянці від Центрального масиву до Лотарингії. Разом з тим, дана тенденція виглядає досить крихкою, оскільки викликана вона не природним приростом населення, а переїздом пенсіонерів для постійного проживання у сільську місцевість.